# 사파 SC
사파 SC(아랍어: نادي الصفا الرياضي بيروت)는 레바논 베이루트를 연고로 하는 축구 클럽이다. 사파(아랍어: الصفاء)는 아랍어로 평온을 뜻한다. 사파 베이루트는 1939년에 창단되었으며, 드루즈인들의 지지를 받고 있다.

## 경기장
- 이름 : 사파 경기장
- 개장 : 1948
- 소유주 : 사파 베이루트 SC
- 위치 : 레바논 베이루트
- 수용 인원 : 4,000 명
- 표면 : 인조 잔디

## 우승 기록

### 국내 대회
- 사파 베이루트 SC는 2부리그에서 1948년부터 1960년까지 12시즌 연속 우승을 하였다.
- 레바논컵 우승: 1964, 1986
- 레바논컵 결승 진출: 1971, 1990, 1995, 2000, 2008
- 사파 베이루트 SC는 레바논 1부 리그에서 우승하지는 못했지만, 처음으로 7번의 준우승을 차지한 클럽이다.(1991, 1992, 1993, 1994, 1996, 1999, 2007)
- 레바논 엘리트컵 우승: 2009

### 아시아 대회
- 아시안 컵 위너스컵:

1992/93: 1라운드에서 기권
2000/01: 1라운드에서 기권
- AFC컵:

AFC컵 2008: 준우승(6승 4무 2패)
AFC컵 2009: 16강

## 선수 명단

### 현역
참고: FIFA 자격 규정에 따라 소속된 국가대표팀 국기를 표시합니다. 선수는 복수의 FIFA 비회원국 국적을 가지고 있을 수 있습니다.
| 번호 | 포지션 | 국적 | 이름 |
| ---- | ------ | ---- | ---- |

| 번호 | 포지션 | 국적 | 이름 |
| ---- | ------ | ---- | ---- |

## 역대 감독
| 감독          | 임기        |
| ------------- | ----------- |
| 발레리우 티타 | 2013 ~ 2014 |
| 바셈 마마     | 2023 ~      |

## 유니폼 공급업체
- 1999-2008: 푸마
- 2008: 아디다스
- 2009: 푸마
- 2010- : 로토